# Oxinasphaera frailea
Oxinasphaera frailea är en kräftdjursart som beskrevs av Bruce1997. Oxinasphaera frailea ingår i släktet Oxinasphaera och familjen klotkräftor. Inga underarter finns listade i Catalogue of Life.